# Gasherbrum

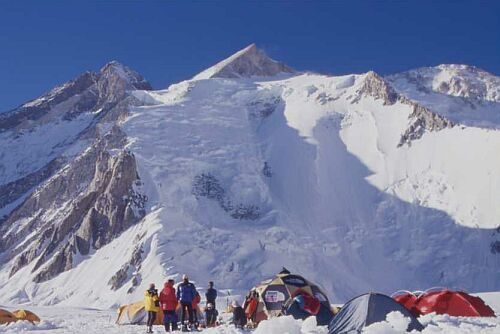
Gasherbrum II, pico 13 más alto del mundo

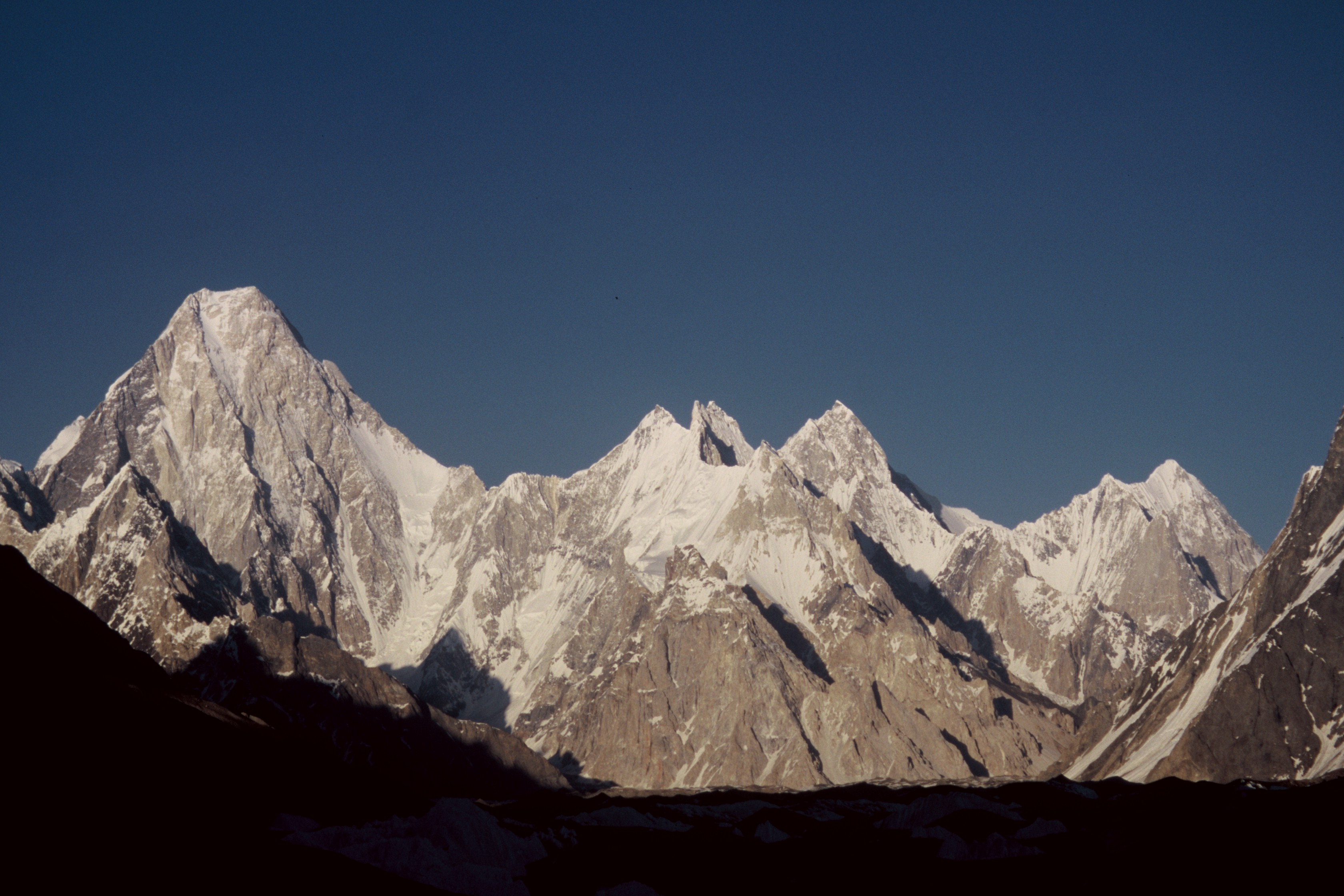
Gasherbrum Grupo del Gasherbrum IV, Gasherbrum V, y Gasherbrum VI

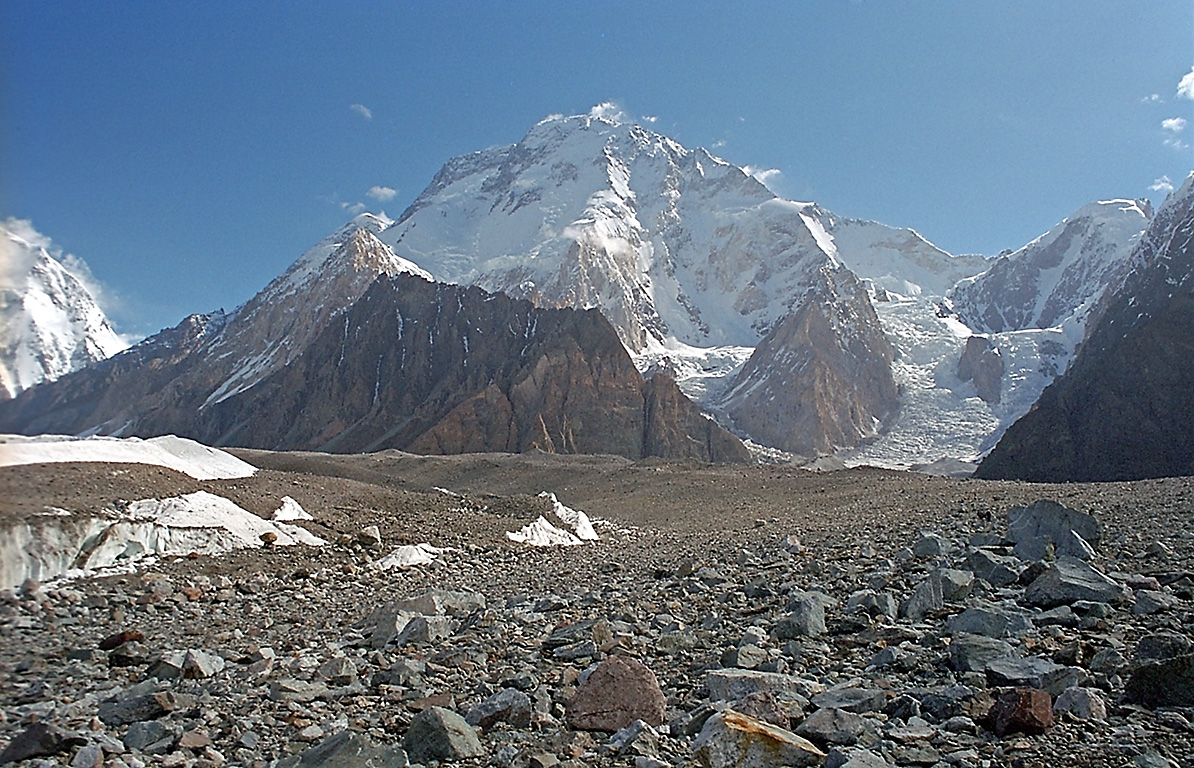
Broad Peak, pico 12 más alto del mundo

Gasherbrum es un conjunto de montañas que se encuentran en la zona noreste del Glaciar Baltoro, en la cordillera del Karakórum perteneciente al Himalaya. El macizo contiene tres de las montañas más altas del mundo (incluyendo el Broad Peak). El Gasherbrum se dice que significa "montaña brillante", presumiblemente en referencia a la muy visible cara del Gasherbrum IV; pero, en realidad, significa en balti "montaña bonita" de "rgasha" (bonito) y "brum" (montaña).
| Pico           | Metros | Coordenadas                                | Prominencia (m) |
| -------------- | ------ | ------------------------------------------ | --------------- |
| Gasherbrum I   | 8.068  | 35°43′N 76°42′E / 35.717, 76.700           | 2.155           |
| Broad Peak     | 8.047  | 35°48′35″N 76°34′25″E / 35.80972, 76.57361 | 1.701           |
| Gasherbrum II  | 8.035  | 35°45′N 76°39′E / 35.750, 76.650           | 1.523           |
| Gasherbrum III | 7.952  | 35°44′N 76°38′E / 35.733, 76.633           | 355             |
| Gasherbrum IV  | 7.925  | 35°44′N 76°35′E / 35.733, 76.583           | 725             |
| Gasherbrum V   | 7,147  | 35°43′45″N 76°36′48″E / 35.72917, 76.61333 | 654             |
| Gasherbrum VI  | 6,979  | 35°42′30″N 76°37′54″E / 35.70833, 76.63167 | 520             |

En 1856, Thomas George Montgomerie, un teniente-ingeniero real británico y miembro del Gran Proyecto de Topografía Trigonométrica de India, avistó un grupo de picos en el Karakórum desde una distancia de 200 km. Dio nombre a cinco de estos picos K1, K2, K3, K4 y K5 donde la "K" hacía referencia a Karakórum. Hoy, el K1 se conoce como Masherbrum, el K3 es el Broad Peak, el K4 es el Gasherbrum II y el K5 es el Gasherbrum I. Sólo el K2, el segundo pico más alto del mundo conserva el nombre dado por Montgomerie.